# 부재지주
부재지주(不在地主)란, 이익이 나는 땅을 소유하고 있지만, 실질적으로 거주하지 않는 지주를 뜻하는 표현이다.
대한민국의 농지법을 보면 전답은 농사를 스스로 짓지 않는 사람은 소유하지 못하도록 정해져 있다. 그러나 현실적으로 보면 외지인도 시골의 농지를 매입하여 전원주택이나 팬션을 운영하며 살고 있다.
세법에서는 농지를 소유한 외지인이 부동산을 파는 경우에 농지의 소재지나 인접지역에 거주하며 자경을 하지 않는 경우에 양도소득세를 60% 중과세를 하도록 규정되어 있다.
여기서 농지에 거주하지 않는 사람을 부재지주라고 한다.

## 같이 보기
- 지공주의